# Federico Brewster
Federico Brewster, född 21 januari 1906, var en argentinsk friidrottare. Han deltog vid olympiska sommarspelen 1924.